# 15. November
Der 15. November ist der 319. Tag des gregorianischen Kalenders (der 320. in Schaltjahren), somit bleiben 46 Tage bis zum Jahresende.

## Ereignisse

### Politik und Weltgeschehen
- 0655: Oswiu, der christliche König von Northumbria, besiegt Penda, den heidnischen König von Mercia, in der Schlacht von Winwaed und ermöglicht damit die Verbreitung des Christentums in den angelsächsischen Königreichen.
- 1028: Der frisch mit der Kaisertochter Zoe vermählte Romanos III. übernimmt nach dem Tod Konstantins VIII. als byzantinischer Kaiser die Regentschaft.

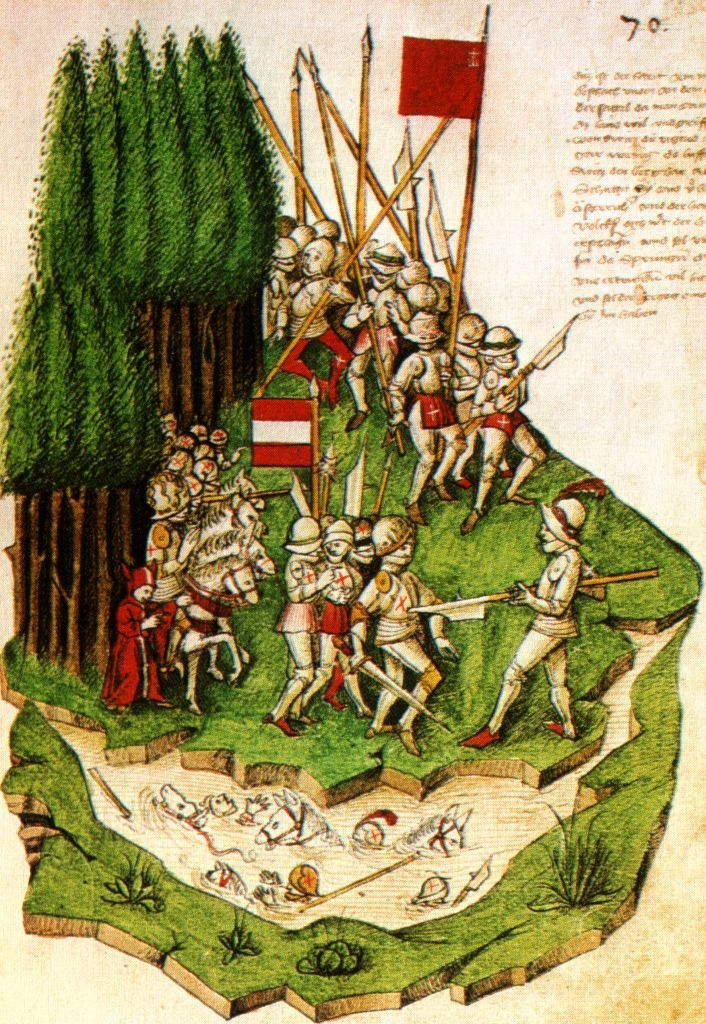
1315: Schlacht am Morgarten

- 1315: Herzog Leopold I. von Habsburg unterliegt in der Schlacht am Morgarten gegen die Schwyzer und die anderen Waldstätten.
- 1532: Spanische Eroberung Perus: Francisco Pizarro trifft mit 150 spanischen Conquistadoren in der Inka-Stadt Cajamarca ein und beginnt über den Unterhändler Hernando de Soto Verhandlungen mit dem Inka-Häuptling Atahualpa.
- 1533: Francisco Pizarro erobert die Inka-Hauptstadt Cuzco, plündert sie und steckt sie in Brand.
- 1630: Mit dem Abschluss des Friedens von Madrid endet der 1625 ausgebrochene Englisch-Spanische Krieg.
- 1631: Prag wird im Dreißigjährigen Krieg von kursächsischen Truppen unter Hans Georg von Arnim-Boitzenburg eingenommen.

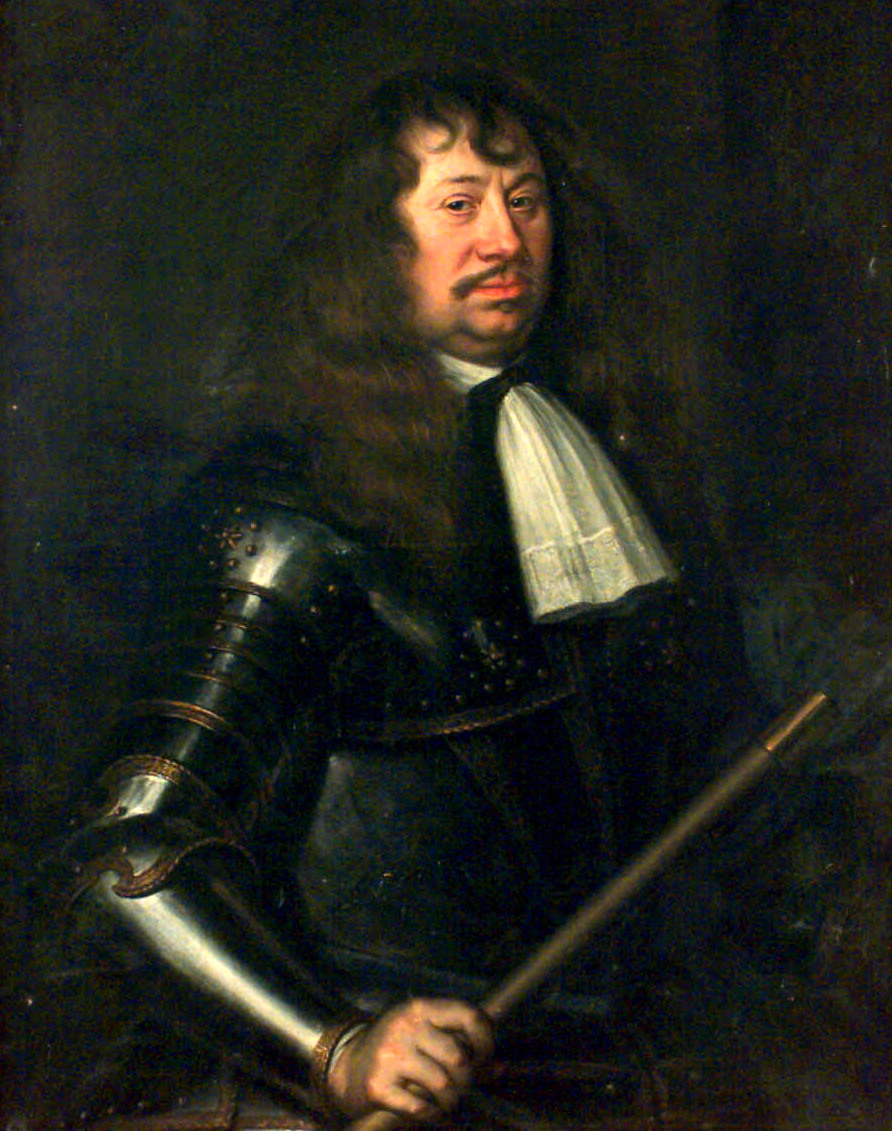
1666: Carl Gustaf Wrangel

- 1666: Nach fast einjähriger vergeblicher Belagerung der Stadt schließt Schweden mit Bremen den Frieden zu Habenhausen. Schweden unter General Carl Gustaf Wrangel beendet die Belagerung, während sich Bremen verpflichtet, bis zum Ende des Jahrhunderts auf die Reichsunmittelbarkeit zu verzichten.
- 1679: Dem Unterhaus in London wird die Exclusion Bill zur Beschlussfassung vorgelegt. Damit soll der Bruder König Karls II., der spätere König Jakob II., wegen seines römisch-katholischen Glaubens von der Thronfolge ausgeschlossen werden.
- 1703: In der Schlacht am Speyerbach setzen sich während des Spanischen Erbfolgekriegs die Franzosen unter ihrem Feldherrn Tallard gegenüber einem hessisch-holländischen Entsatzheer des Reichs für die belagerte Festung Landau durch. Ihr Sieg führt umgehend zur Kapitulation der Festung.
- 1715: Österreich und die Republik der Sieben Vereinigten Niederlande schließen in Antwerpen den dritten Barrieretraktat über Besatzungsrechte der Niederländer in den Österreichischen Niederlanden.
- 1777: Der Kontinentalkongress beschließt während des Amerikanischen Unabhängigkeitskrieges die von der Philadelphia Convention erarbeiteten Konföderationsartikel, die erste Verfassung der Vereinigten Staaten.
- 1792: Manuel de Godoy y Alvarez de Faria wird durch Königin Marie Luise von Parma zum leitenden Minister von Spanien erhoben.
- 1796: Im Ersten Koalitionskrieg beginnt die Schlacht von Arcole zwischen dem französischen Revolutionsheer unter Napoleon Bonaparte und österreichischen Truppen, die bis zum 17. November dauern wird.
- 1796: Nach den Erfolgen Napoleon Bonapartes im Ersten Koalitionskrieg wird in Oberitalien die Transpadanische Republik als Tochterrepublik Frankreichs ausgerufen.
- 1818: Durch die Aufnahme Frankreichs entsteht aus der Heiligen Allianz die Pentarchie der europäischen Großmächte Russland, Großbritannien, Österreich, Preußen und Frankreich. Sie wird auf dem Aachener Kongress deklariert.
- 1825: Portugals König Johann VI. erkennt die Unabhängigkeit Brasiliens an.
- 1832: Nach Geheimverhandlungen bilden sechs konservative Schweizer Kantone den Sarnerbund als Reaktion auf das zuvor entstandene Siebnerkonkordat der liberalen Kantone.
- 1848: In Preußen löst das von König Friedrich Wilhelm IV. beorderte Militär Beratungen der preußischen Nationalversammlung auf, die sich gegen die angeordnete Sitzverlegung vom revolutionären Berlin in die Stadt Brandenburg sträubt. Der König lehnt zudem – wie auch verschiedene konservative Abgeordnete – den Verfassungsentwurf, die Charte Waldeck, ab.
- 1853: Mit dem Tode Marias II. stirbt in Portugal das Haus Braganza aus. Den Thron übernimmt ihr Sohn Peter V. aus dem Haus Sachsen-Coburg-Gotha, wegen seiner Minderjährigkeit zunächst unter der Regentschaft seines Vaters Ferdinand II.
- 1863: Durch den unerwarteten Tod des dänischen Königs Friedrich VII. kommt Prinz Christian von Glücksburg als König Christian IX. auf den Thron. Er ist der erste Monarch aus dem Haus Schleswig-Holstein-Sonderburg-Glücksburg.
- 1864: General William T. Sherman beginnt während des Sezessionskrieges seinen Marsch zum Meer, der die Konföderierte Staaten bis Ende des Jahres in Bedrängnis bringt.
- 1884: Die Berliner Kongokonferenz, an deren Ende die Aufteilung Afrikas in Kolonialgebiete steht, beginnt auf Einladung Otto von Bismarcks.

1889: Flagge Brasiliens

- 1889: Durch einen Militärputsch in Brasilien wird Kaiser Pedro II. gestürzt. Marschall da Fonseca ruft um 8:30 Uhr die Republik der Vereinigten Staaten von Brasilien aus. Der Stand der Gestirne über Rio de Janeiro zu diesem Zeitpunkt wird in der Flagge Brasiliens abgebildet.
- 1899: Während des Burenkrieges gerät der britische Zeitungs-Korrespondent Winston Churchill in Gefangenschaft; die Geschichte seiner späteren Flucht macht ihn in der weiteren Öffentlichkeit bekannt.
- 1908: Leopold II., der König der Belgier, verkauft nach internationalem Druck infolge der Kongogräuel seinen Privatbesitz Kongo-Freistaat dem belgischen Staat, der ihn in die Kolonie Belgisch-Kongo umwandelt.
- 1920: Die erste Sitzung des Völkerbundes findet in Genf statt.
- 1920: Dem Versailler Vertrag folgend konstituiert sich die Freie Stadt Danzig, ein Freistaat unter dem Schutz des Völkerbundes.
- 1923: António Ginestal Machado wird Ministerpräsident von Portugal.
- 1940: In der Nacht auf den 16. November beginnen deutsche Besatzungstruppen, das Warschauer Ghetto hermetisch von der Außenwelt abzuriegeln. Juden dürfen das Ghetto nicht mehr verlassen.
- 1940: In der Eingabe der Zweihundert an den Schweizer Bundesrat fordern Petenten aus dem rechtsbürgerlichen Lager die Entmachtung von Chefredaktoren bürgerlicher Zeitungen und die Ausweisung des Völkerbundes aus der Schweiz.
- 1942: Die Seeschlacht von Guadalcanal während des Zweiten Weltkrieges, die am 13. November begonnen hat, endet mit einem Sieg der Alliierten.
- 1955: In Japan bildet sich die Liberaldemokratische Partei (LDP), die bis 1993 ununterbrochen an der Regierung bleibt.
- 1956: Die seit 4. November andauernden Kämpfe zwischen sowjetischen Truppen und aufständischen Ungarn enden mit der Niederschlagung des Widerstandes.

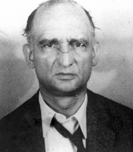
1957: Rudolf Iwanowitsch Abel auf FBI-Foto

- 1957: Der Spion Rudolf Iwanowitsch Abel wird in den USA vor Gericht in allen drei Anklagepunkten – Ausspähen beziehungsweise Übermitteln von Verteidigungsinformationen an die UdSSR sowie ungenehmigter Agententätigkeit – für schuldig befunden und jeweils zu einer langjährigen Haftstrafe verurteilt.
- 1959: Die SPD beschließt auf einem Parteitag das Godesberger Programm, in dem soziale Marktwirtschaft und die freie Entfaltung des Menschen eingefordert werden.
- 1966: Der südafrikanische Professor und ehemalige ANC-Amtsträger Zachariah Keodirelang Matthews wird durch den Präsidenten Botswanas zum Botschafter in den Vereinigten Staaten berufen.
- 1969: Das sowjetische Atom-U-Boot K-19 kollidiert in der Barentssee mit dem US-amerikanischen U-Boot USS Gato. Während letzteres keine ernsthaften Schäden davonträgt, muss die K-19 schwer beschädigt auftauchen.
- 1974: Der Rat der OECD beschließt nach den Erfahrungen der Ölkrise die Errichtung der Internationalen Energieagentur, die von 16 Gründungsmitgliedern gestützt wird.

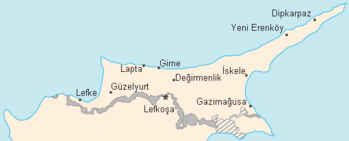
1983: Nordzypern

- 1983: Das zypern-türkische Bundesparlament stimmt einstimmig für die Gründung der Türkischen Republik Nordzypern. Der Weltsicherheitsrat verurteilt die Proklamation und bekräftigt den Anspruch der Republik Zypern auf das von der Türkischen Republik Nordzypern kontrollierte Gebiet.
- 1987: Im kommunistischen Rumänien beteiligen sich etwa 20.000 Menschen an dem Aufstand von Brașov und protestieren gegen die auszehrende Wirtschaftspolitik von Nicolae Ceaușescu.
- 1988: In Algier wird durch den Palästinensischen Nationalrat, einem Organ der PLO, eine Unabhängigkeitserklärung verkündet. Jerusalem wird als Hauptstadt eines bisher nicht bestehenden Staates Palästina festgelegt.
- 2000: Aus dem südlichen Teil des indischen Bundesstaats Bihar wird der neue Bundesstaat Jharkhand gebildet.
- 2002: Hu Jintao übernimmt von Jiang Zemin das Amt des Generalsekretärs der Kommunistischen Partei Chinas.
- 2003: Bei zwei Sprengstoffanschlägen auf Synagogen in Istanbul werden insgesamt 24 Menschen getötet.
- 2017: In Simbabwe putscht das Militär gegen den diktatorisch regierenden Präsidenten Robert Mugabe. Dieser tritt am 21. November zurück, sein Nachfolger wird Emmerson Mnangagwa.

### Wirtschaft
- 1918: Das Stinnes-Legien-Abkommen zwischen Arbeitgebern und Gewerkschaften in Deutschland wird unterzeichnet, worin diese unbürokratisch und in Abgrenzung zu den revolutionären Bewegungen eine Zentralarbeitsgemeinschaft bilden und sich unter Wahrung der bestehenden Machtverhältnisse und privatwirtschaftlicher Eigentumsrechte auf einen Achtstundentag einigen.
- 1923: Mit der Einführung der Rentenmark in Deutschland wird die Inflation beendet.
- 1926: Die National Broadcasting Company (NBC) nimmt als Network seinen Sendebetrieb in den Vereinigten Staaten mit Radioprogrammen auf.

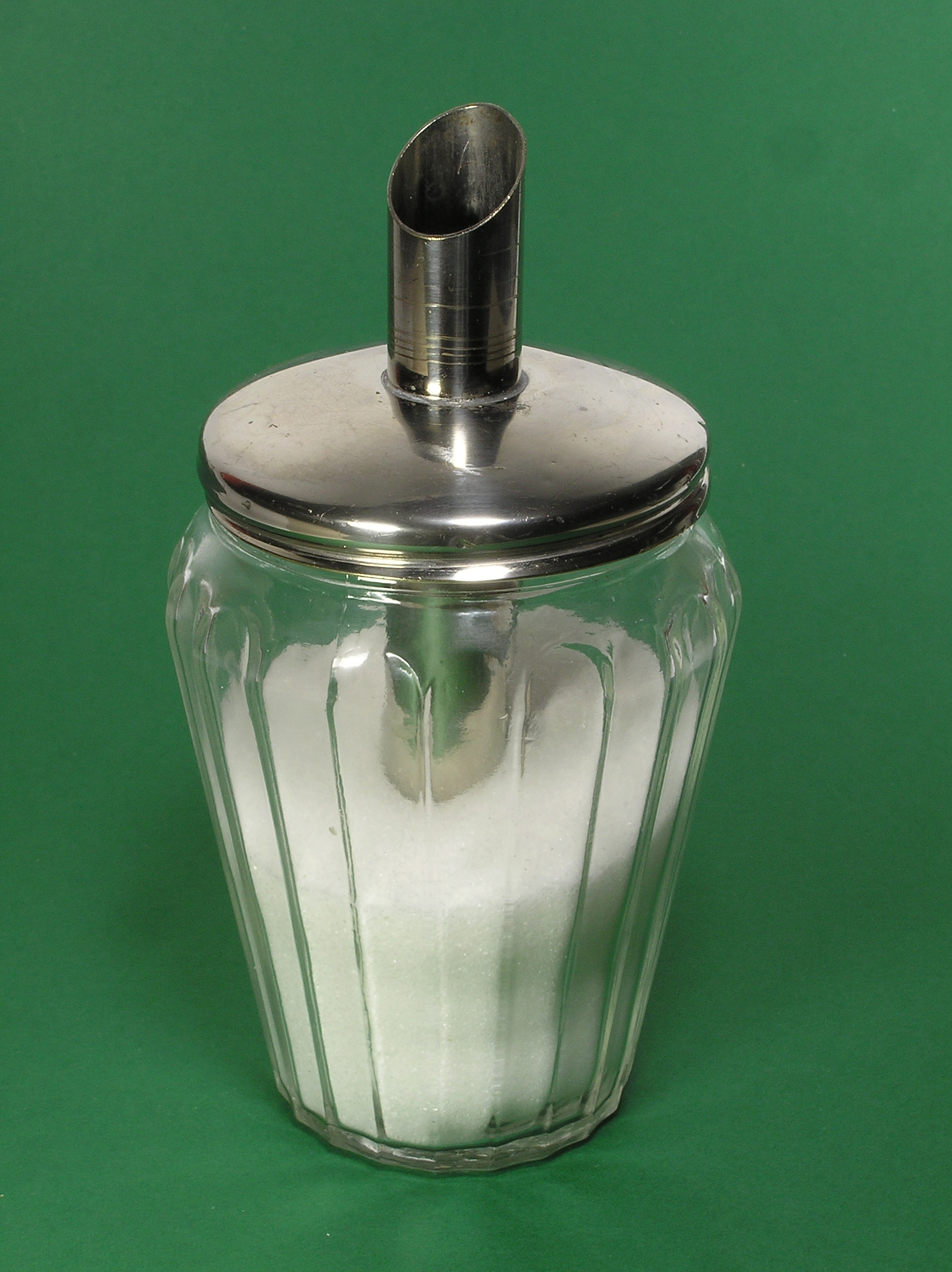
1953: Zuckerstreuer

- 1953: In Deutschland wird auf den Zuckerstreuer ein Patent erteilt.
- 1970: In den Niederlanden wird der Haringvlietdam von Königin Juliana eröffnet. Er ist ein Teil der Deltawerke, die vor Überflutungen schützen sollen.
- 1971: Mit dem 4004 bringt Intel den ersten in Serie produzierten und auf dem freien Markt erhältlichen Ein-Chip-Mikroprozessor in den Handel.
- 1975: Die Staats- und Regierungschefs der sechs wichtigsten Industrieländer halten in Rambouillet einen Gipfel über die Weltwirtschaftslage ab, an dessen Ende das Wirtschaftssystem von Bretton Woods formell aufgekündigt wird.
- 2005: Um Mitternacht fällt die Sperrstunde in britischen Pubs, sofern sie eine spezielle Lizenz beantragt haben.

### Wissenschaft und Technik
- 1849: Die kaiserlich-königlich Geologische Reichsanstalt, die heutige Geologische Bundesanstalt, wird durch den österreichischen Kaiser Franz Joseph I. in Wien gegründet.
- 1966: Das US-amerikanische Gemini-Programm geht mit der erfolgreichen Wasserung der Gemini-12-Kapsel mit James Arthur Lovell und Edwin Aldrin an Bord zu Ende.
- 1988: Der wiederverwertbare sowjetische Raumgleiter Buran 1.01 startet zum ersten und bislang einzigen Mal vom Weltraumbahnhof Baikonur in Kasachstan und beendet seine Mission nach zwei Erdumkreisungen planmäßig.
- 1996: Die erste Version zum Download des Instant-Messaging-Dienstes ICQ wird weltweit veröffentlicht.
- 2004: Irans Chefunterhändler Hassan Rohani gibt nach Gesprächen mit Deutschland und Frankreich bekannt, Iran wolle mit dem 22. November auf eine weitere Uran-Anreicherung verzichten. Dennoch schließt die Internationale Atomenergiebehörde in Wien ein geheimes Atomprogramm Teherans nicht aus.

### Kultur

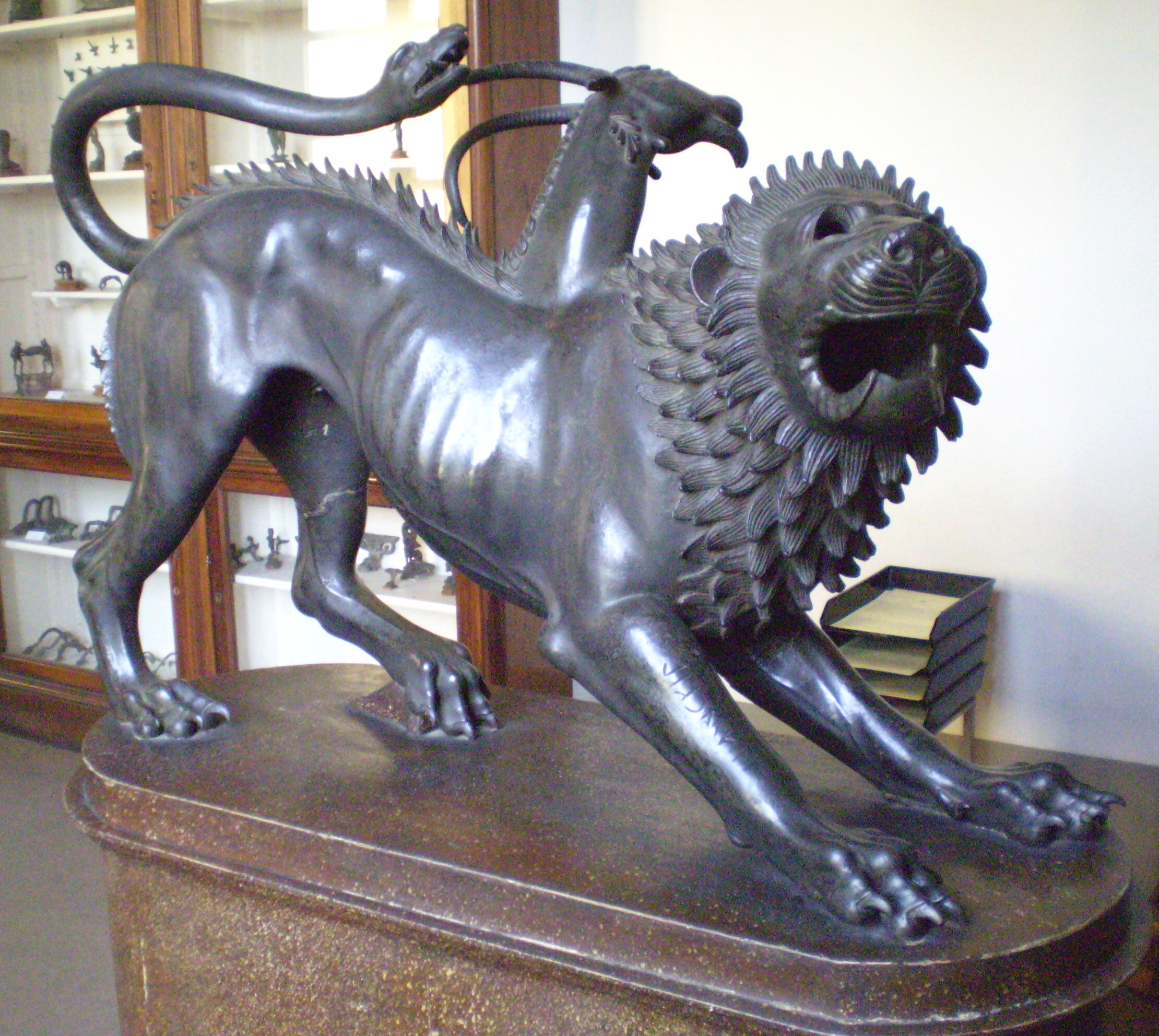
1553: Chimäre von Arezzo

- 1553: Beim Bau von Festungen nahe dem italienischen Arezzo wird die Chimäre von Arezzo, ein Beispiel etruskischer Kunst, gefunden.
- 1838: Am Théâtre de la Renaissance in Paris erfolgt die Uraufführung der komischen Oper Lady Melvil von Friedrich von Flotow.
- 1847: An der Opéra-Comique in Paris findet die Uraufführung der komischen Oper Les Premiers Pas ou Les Deux Génies von Fromental Halévy statt.
- 1892: Die Ausstellung von Bildern des norwegischen Malers Edvard Munch im Berliner „Architektenhaus“ wird nach nur einer Woche geschlossen, nachdem die gezeigten Bilder einen großen Skandal ausgelöst haben.
- 1903: Am Neuen Deutschen Theater in Prag wird die Oper Tiefland von Eugen d’Albert mit dem Libretto von Rudolf Lothar unter der Leitung von Leo Blech uraufgeführt.
- 1923: Am Nationaltheater Prag wird die Oper Srdce (Das Herz) von Josef Bohuslav Foerster uraufgeführt.
- 1924: An der Staatsoper München erfolgt die Uraufführung der Komödie Don Gil von den grünen Hosen von Walter Braunfels.
- 1936: In Düsseldorf findet die Uraufführung der Oper Enoch Arden oder der Möwenschrei von Ottmar Gerster statt.
- 1950: Am Theater der Stadt Heidelberg wird die Operette Liebe im Dreiklang von Walter Wilhelm Goetze uraufgeführt.
- 1956: In den USA hat der erste Spielfilm Elvis Presleys unter dem Titel Love me Tender Premiere.
- 1961: Der Herr Karl, eine schonungslose Darstellung opportunistischer Kleinbürgerlichkeit von Carl Merz und Helmut Qualtinger, wird erstmals im Fernsehen gezeigt.
- 1966: Die Uraufführung der Oper Puntila von Paul Dessau findet an der Deutschen Staatsoper Berlin statt.
- 2007: Die deutsche Premiere des Musicals Wicked – Die Hexen von Oz findet im Palladium-Theater des SI-Centrums in Stuttgart statt.

### Gesellschaft
- 1959: In Kansas ermorden Perry Smith und Dick Hickock vier Mitglieder einer Farmerfamilie. Truman Capote verarbeitet die Tat später in seinem Tatsachenroman Kaltblütig.

### Religion
- 1225: Heinrich I. von Müllenark wird Erzbischof von Köln.
- 1966: Der Vatikan gibt in einer zweiten Verlautbarung die offizielle Abschaffung des Index Librorum Prohibitorum bekannt. Dieser listete Bücher auf, die Katholiken nicht lesen durften. Eine erste Verlautbarung zur Abschaffung erschien am 14. Juni 1966.

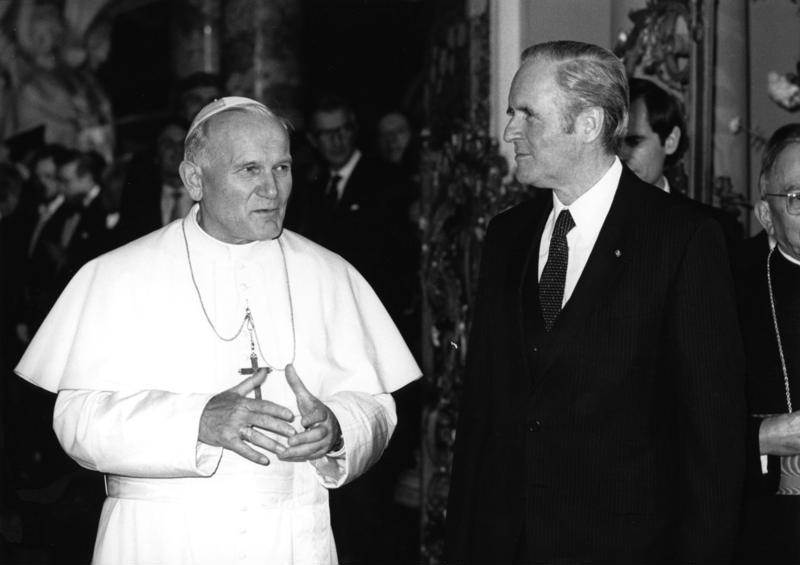
1980: Bundespräsident Karl Carstens empfängt Johannes Paul II. auf Schloss Augustusburg

- 1980: Papst Johannes Paul II. besucht die Bundesrepublik Deutschland. 198 Jahre vorher war zuletzt ein römisch-katholisches Kirchenoberhaupt vor ihm in Deutschland.
- 2004: Die katholische Theologin Brigitte Proksch wird als erste Frau in das Leitungsteam eines Priesterseminars in Österreich, des Internationalen Priesterseminars Carisianum in Innsbruck, berufen.

### Katastrophen
- 1978: Eine Douglas DC-8 auf dem Rückflug von Mekka stürzt während des Landeanflugs auf den Flughafen Bandaranaike, Colombo, Sri Lanka, ab. 183 Menschen sterben, 66 werden gerettet.
- 2007: Zyklon Sidr trifft Bangladesch mit einer Windgeschwindigkeit von 215 km/h. Mindestens 3.447 Menschen kommen ums Leben.

Kleinere Unglücksfälle sind in den Unterartikeln von Katastrophe und in der Liste von Katastrophen aufgeführt.

### Sport

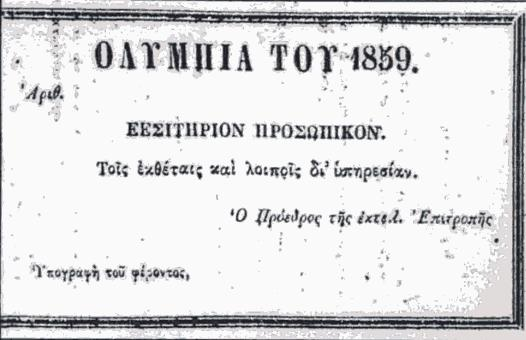
1859: Eintrittskarte der ersten Olympien

- 1859: In Athen finden die ersten Olympien statt. Vorbild der vom Kaufmann Evangelos Zappas organisierten Veranstaltung sind die Olympischen Spiele der Antike.

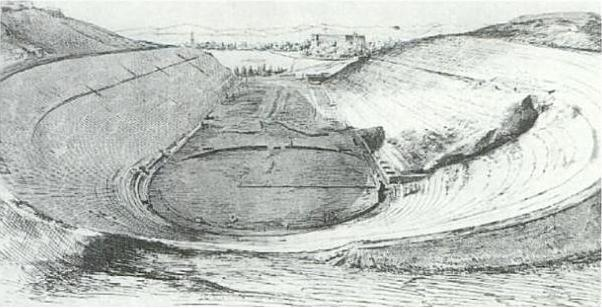
1870: Panathinaikon-Stadion

- 1870: In Athen finden die zweiten Olympien statt, diesmal im Panathinaikon-Stadion, das ein Jahr zuvor im Auftrag der griechischen Regierung vom deutschen Archäologen und Bauforscher Ernst Ziller ausgegraben worden ist und das Anastasios Metaxas für die Spiele provisorisch hergerichtet hat.
- 1893: Der Fußballverein FC Basel wird gegründet.
- 1900: Straßenkicker gründen den Fußballverein NEC Nijmegen in den Niederlanden.
- 1929: Der Exilrusse Alexander Aljechin verteidigt den Weltmeistertitel im Schach durch einen Sieg mit 15,5–9,5 Punkten gegen Efim Bogoljubow.
- 1960: Basketballspieler Elgin Baylor von den Los Angeles Lakers erzielt mit 71 Punkten gegen die New York Knicks einen neuen NBA-Rekord.
- 1978: In Frankfurt am Main findet mit dem Länderspiel gegen Ungarn das Abschiedsspiel von Helmut Schön als Bundestrainer statt. Die Partie muss aber bereits nach 60 Minuten Spielzeit wegen Nebels abgebrochen werden.
- 2003: Die deutsche Fußballnationalmannschaft der Frauen feiert in Reutlingen mit einem 13:0 gegen Portugal den höchsten Sieg seit ihrem Bestehen.
- 2009: Die Schweiz setzt sich im Finale gegen Gastgeber Nigeria mit 1:0 durch und wird damit erstmals Fußballweltmeister bei den U-17-Junioren.

Einträge von Leichtathletik-Weltrekorden befinden sich unter der jeweiligen Disziplin unter Leichtathletik.

## Geboren

### Vor dem 17. Jahrhundert
- 1316: Johann I., Sohn Ludwigs X. von Frankreich
- 1384: Stephan Bodecker, Bischof von Brandenburg
- 1397: Nikolaus V., Papst
- 1414: Munjong, 5. König der Joseon-Dynastie in Korea
- 1498: Eleonore von Kastilien, Erzherzogin von Österreich, Prinzessin von Spanien und Königin von Portugal und Frankreich
- 1511: Johannes Secundus (Jan Nicolai Everaerts), niederländischer neulateinischer Dichter, Maler und Bildhauer
- 1544: Dorothea Susanne von der Pfalz, Herzogin von Sachsen-Weimar
- 1563: Abraham Suarinus, deutscher lutherischer Theologe
- 1577: Piet Pieterszoon Heyn, holländischer Freibeuter
- 1580: Willem Jacobszoon Delff, holländischer Kupferstecher und Maler
- 1596: Sakaida Kakiemon, japanischer Porzellanmaler
- 1599: Werner Rolfinck, deutscher Arzt, Naturforscher und Botaniker

### 17. und 18. Jahrhundert
- 1601: Anton Matthäus jun., deutscher Rechtswissenschaftler
- 1607: Aniello Falcone, italienischer Maler und Kupferstecher
- 1609: Henrietta Maria von Frankreich, Gattin des englischen Königs Karl I.
- 1640: Nicolaus Adam Strungk, deutscher Komponist (Taufdatum)
- 1643: Nikolaus Babel, deutscher Bildhauer
- 1662: Christian Andreas Siber, deutscher Theologe und Pädagoge
- 1666: Jean Restout der Ältere, französischer Maler
- 1673: Franz Albert Aepinus, deutscher Theologe, Schriftsteller und Philosoph
- 1673: Jesaias Friedrich Weissenborn, deutscher Theologe
- 1675: Caspar König, deutscher Orgelbauer
- 1683: Christian Ludwig II., Herzog zu Mecklenburg-Schwerin
- 1685: Balthasar Denner, deutscher Maler
- 1692: Eusebius Amort, bayrischer Theologe
- 1696: Albrecht Friedrich von Erlach, Schultheiss von Bern
- 1700: Georg Friedrich Schmahl, deutscher Orgelbauer
- 1702: John Benbow, englischer Admiral
- 1708: William Pitt, 1. Earl of Chatham, britischer Politiker, Premierminister
- 1712: Maria Theresia Isabella von Blumenthal, preußische Philanthropin und Oberhofmeisterin
- 1722: Johann Christian Brand, österreichischer Maler, Zeichner, Radierer und Kupferstecher
- 1738: Friedrich Wilhelm Herschel, deutscher Astronom, Musiker und Komponist
- 1741: Johann Caspar Lavater, Schweizer reformierter Pfarrer, Philosoph und Schriftsteller
- 1743: Jean-Henry Gourgaud (Dugazon), französischer Schauspieler
- 1744: Joseph Leopold Strickner, österreichischer Maler und Kupferstecher
- 1746: Joseph Quesnel, kanadischer Komponist, Schriftsteller und Schauspieler
- 1748: Johann Christian Paulsen, deutscher Forstmann
- 1749: Wenzel Leopold Chlumčanský von Přestavlk, böhmischer Geistlicher, Bischof von Leitmeritz, Erzbischof von Prag
- 1750: Amasa Learned, US-amerikanischer Politiker, Mitglied des Repräsentantenhauses
- 1752: Nathaniel Chipman, US-amerikanischer Jurist und Politiker, Senator
- 1753: Johann Nicolaus Schrage, deutscher Theologe
- 1757: Jacques-René Hébert, französischer Revolutionär
- 1764: Hans von Held, preußischer Beamter und Schriftsteller
- 1771: Jean Charles Abbatucci, französischer General
- 1773: Joseph Léopold Sigisbert Hugo, französischer General
- 1778: Giovanni Battista Belzoni, italienischer Abenteurer und Ingenieur, Pionier der Ägyptologie
- 1784: Jérôme Bonaparte, jüngster Bruder Napoléon Bonapartes, König von Westphalen
- 1789: Franz Xaver Stadler, deutscher Kaufmann und Stifter
- 1794: Georg Benjamin Mendelssohn, deutscher Geograph, Hochschullehrer und Schriftsteller
- 1797: Leopold von Sonnleithner, österreichischer Jurist und bekannte Persönlichkeit der Wiener Musikszene
- 1798: Abel Hugo, französischer Essayist

### 19. Jahrhundert

#### 1801–1850
- 1802: Georg Aenotheus Koch, deutscher Altphilologe und Lexikograf
- 1807: Thomas Terry Davis, US-amerikanischer Politiker
- 1804: Eugenio Aguilar Gonzalez Batres, Staatsoberhaupt von El Salvador
- 1812: Achille Apolloni, italienischer Kardinal
- 1813: John L. O’Sullivan, US-amerikanischer Journalist
- 1816: August von Borries, preußischer General
- 1822: Hugo Barthelme, deutscher Maler
- 1829: Emmy von Rhoden, deutsche Schriftstellerin
- 1831: Adolfo Ballivián Coll, bolivianischer Militär, Autor und Politiker
- 1831: Anna Schimpff-Jahn, deutsche Schriftstellerin und Verlegerin
- 1833: Laurent Chaney, Schweizer Jurist und Politiker
- 1833: Julie Favre, französische Pädagogin
- 1834: George Anthony Walkem, kanadischer Politiker
- 1835: José Reyes, dominikanischer Komponist und Musiker
- 1843: Joseph König, deutscher Chemiker
- 1845: Tina Blau, österreichische Malerin
- 1845: Karl Heyden, deutscher Genre-, Stillleben-, Porträt-, Veduten-, Architektur- und Landschaftsmaler der Düsseldorfer Schule
- 1849: Fritz Rieter-Bodmer, Schweizer Kaufmann

#### 1851–1900
- 1851: Henny Jebsen, deutsche Blumen- und Landschaftsmalerin
- 1852: Tawfiq, Vizekönig (Khedive) von Ägypten
- 1853: Ernst Gruner, deutscher Verwaltungsbeamter
- 1856: Friedrich Kallmorgen, deutscher Maler
- 1856: Rosita Mauri, spanische Tänzerin und Tanzlehrerin
- 1862: Adolf Bartels, deutscher Schriftsteller und Literaturhistoriker

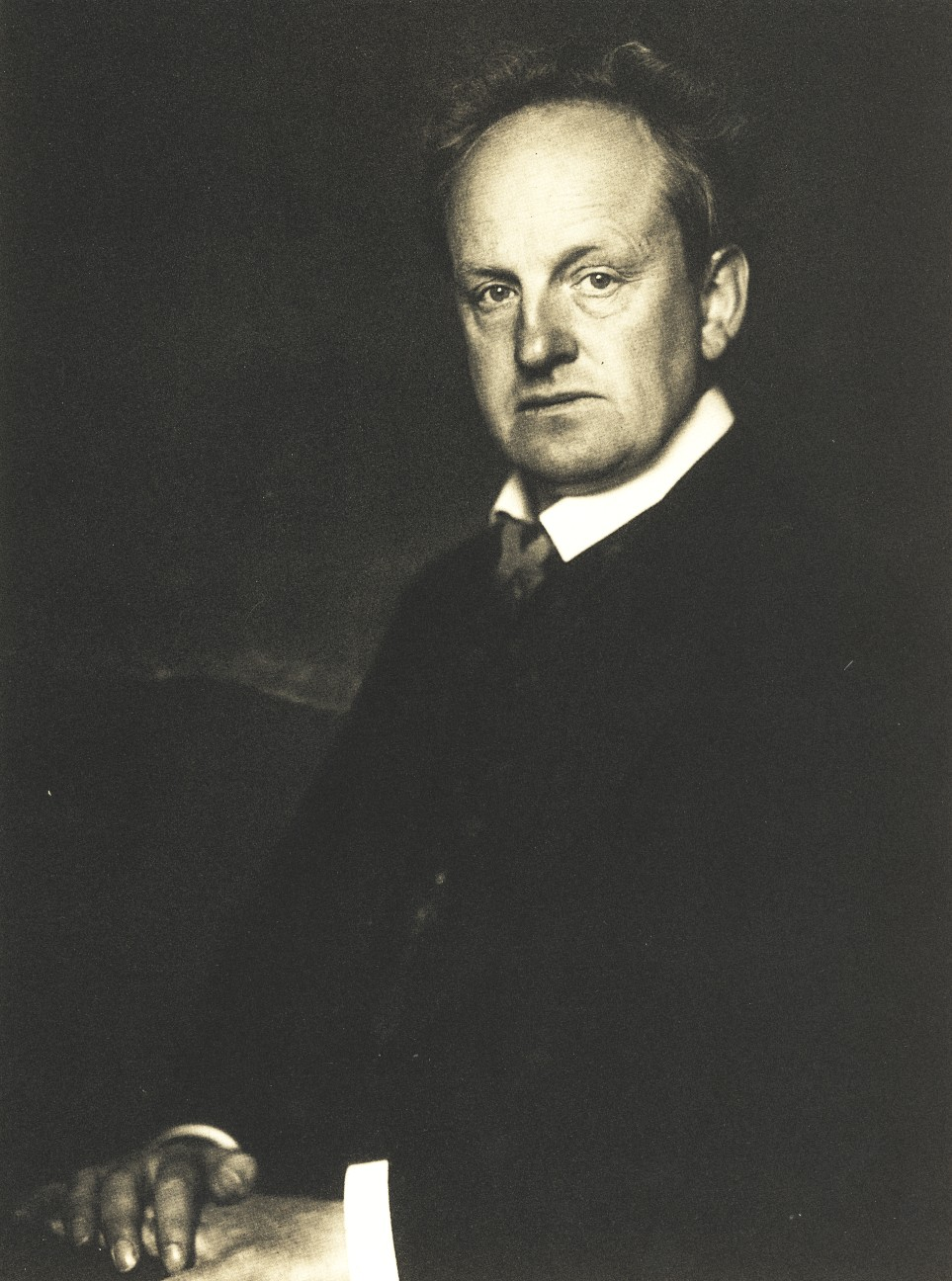
Gerhart Hauptmann (* 1862)

- 1862: Gerhart Hauptmann, deutscher Dramatiker und Schriftsteller (Die Weber), Nobelpreisträger
- 1866: Gervase Elwes, englischer Sänger
- 1867: Emil Krebs, deutscher Sinologe, Sprachgenie
- 1872: Hans Dominik, deutscher Schriftsteller, Science-Fiction-Autor, Journalist und Ingenieur
- 1872: Okamoto Kidō, japanischer Dramatiker
- 1874: August Krogh, dänischer Arzt und Zoologe
- 1876ː Anna de Noailles, französische Schriftstellerin
- 1877: Albert Elmer Austin, US-amerikanischer Politiker
- 1877: William Hope Hodgson, englischer Fantasy-Schriftsteller
- 1878: Erich Basarke, deutscher Architekt
- 1881: Franklin Leopold Adams, US-amerikanischer Journalist, Übersetzer und Radiosprecher
- 1883: Augustin Barié, französischer Organist und Komponist
- 1884: Julius Herman Boeke, niederländischer Ökonom
- 1885: Emil Hadina, österreichisch-sudetendeutscher Schriftsteller
- 1886: Georg Anschütz, deutscher Psychologe
- 1886: Pedro Sanjuán, spanischer Komponist und Dirigent
- 1887: Ashida Hitoshi, japanischer Politiker und Premierminister
- 1887: Marianne Moore, US-amerikanische Schriftstellerin
- 1887: Georgia O’Keeffe, US-amerikanische Malerin
- 1888: Harald Ulrik Sverdrup, norwegischer Ozeanograph und Professor
- 1888: Carlos Mauricio Valenti Perrillat, französischer Maler
- 1889: Emanuel II., letzter König von Portugal
- 1891: Pierre Audiat, französischer Journalist, Romanist und Literaturwissenschaftler
- 1891: Erwin Rommel, deutscher Generalfeldmarschall und Befehlshaber des Afrikakorps
- 1892: Clarence Horning, US-amerikanischer American-Football-Spieler
- 1893: Carlo Emilio Gadda, italienischer Schriftsteller
- 1895: Olga Romanowa, Tochter von Zar Nikolaus II.
- 1895: Josef Schlick, deutscher Unternehmer und Politiker, MdL, MdB
- 1896ː Margarete Kahl, deutsche Gerechte unter den Völkern
- 1897: Viktor Agartz, deutscher Wirtschaftswissenschaftler und Gewerkschafter
- 1897: Aneurin Bevan, britischer Politiker, Arbeitsminister, Gesundheitsminister, Gründer des National Health Service
- 1897: Hermann Erben, österreichisch-amerikanischer Arzt
- 1900: Johannes Brandsma, niederländischer Ruderer

### 20. Jahrhundert

#### 1901–1925
- 1901: Stanisław Szpinalski, polnischer Pianist und Musikpädagoge
- 1903: Jinzai Kiyoshi, japanischer Schriftsteller und Übersetzer
- 1905: Michael Arneth, deutscher Theologe und Lehrer
- 1905: Hara Tamiki, japanischer Schriftsteller
- 1905: Annunzio Mantovani, italienischer Orchesterleiter
- 1907: Claus Graf Schenk von Stauffenberg, deutscher Offizier, Widerstandskämpfer des 20. Juli 1944
- 1908: Rafael von Uslar, deutscher Prähistoriker
- 1908: Carlo Abarth, österreichisch-italienischer Motorradrennfahrer und Unternehmer
- 1909: Auguste Hargus, deutsche Leichtathletin
- 1910: Josef Argauer, österreichischer Fußballtrainer
- 1910: Sir Hugh Carleton Greene, britischer Journalist, Mitbegründer des NWDR (Nordwestdeutscher Rundfunk)
- 1910: Geoffrey Toone, irischer Schauspieler
- 1911: Kay Walsh, britische Tänzerin und Schauspielerin
- 1912: Albert Baez, US-amerikanischer Physiker
- 1912: Erich Mirek, deutscher Schauspieler
- 1913: Gus Johnson, US-amerikanischer Schlagzeuger
- 1914: Jorge Bolet, US-amerikanisch-kubanischer Pianist
- 1914: Giuseppe Caprio, vatikanischer Diplomat, Kurienkardinal
- 1914: Etty Hillesum, niederländische Schriftstellerin
- 1914: Wladimir Lotarjow, sowjetischer Konstrukteur von Strahltriebwerken
- 1915: Dieter Aschenborn, namibischer Maler
- 1915: Billo Frómeta, dominikanischer Musiker und Dirigent
- 1917: John Whiting, britischer Dramatiker
- 1918: Kurt Kohl, deutscher Psychologe
- 1918: Adolfo Pedernera, argentinischer Fußballspieler und -trainer
- 1920: Willi Fischer, deutscher Politiker, MdB
- 1920: Jerome Richardson, US-amerikanischer Jazzsaxophonist und -flötist
- 1921: Gil Bouley, US-amerikanischer American-Football-Spieler
- 1921: Helmut Schönnamsgruber, deutscher Naturwissenschaftler, Naturschützer sowie Vereins- und Verbandsfunktionär
- 1922: Francesco Rosi, italienischer Regisseur
- 1923: Marc Moret, Schweizer Manager
- 1923: Miriam Schapiro, US-amerikanische Künstlerin
- 1925: Jurriaan Hendrik Andriessen, niederländischer Komponist
- 1925: Howard Baker, US-amerikanischer Politiker, Senator für Tennessee, Stabschef des Weißen Hauses
- 1925: Gerd Duwner, deutscher Schauspieler und Synchronsprecher
- 1925: Heinz Piontek, deutscher Schriftsteller

#### 1926–1950
- 1926: Alfred Biehle, deutscher Politiker, MdB
- 1926: Helmut Fischer, deutscher Schauspieler
- 1926: Raúl Marrero, puerto-ricanischer Cantautor
- 1926: Martin Wilke, deutscher Fußballtrainer
- 1928: C. W. McCall, US-amerikanischer Musiker
- 1928: Jerry Toth, kanadischer Jazzmusiker, Komponist und Arrangeur
- 1929: Ed Asner, US-amerikanischer Schauspieler
- 1929: Józef Patkowski, polnischer Komponist, Musikwissenschaftler und -pädagoge
- 1930: J. G. Ballard, britischer Romanschriftsteller
- 1930: Aureliano Bolognesi, italienischer Boxer, Olympiasieger
- 1930: Herbert Häber, deutscher Politiker, Mitglied des Politbüros des Zentralkomitees (ZK) der SED
- 1931: Mwai Kibaki, kenianischer Politiker, Staatspräsident
- 1932: Petula Clark, britische Schauspielerin und Schlagersängerin
- 1932: Gerhard Juchum, rumänischer Tierarzt und Künstler
- 1932: Clyde McPhatter, US-amerikanischer Sänger
- 1932: Jerry Unser, US-amerikanischer Autorennfahrer
- 1934: Martin Bangemann, deutscher Politiker, MdB, Bundesminister, EU-Kommissar
- 1934: Joanna Barnes, US-amerikanische Schauspielerin und Schriftstellerin
- 1934: Peter Dickinson, britischer Komponist, Pianist und Musikkritiker
- 1934: Adolf Katzenmeier, deutscher Physiotherapeut, Betreuer der deutschen Fußballnationalmannschaft
- 1935: Gabriele Ferro, italienischer Dirigent

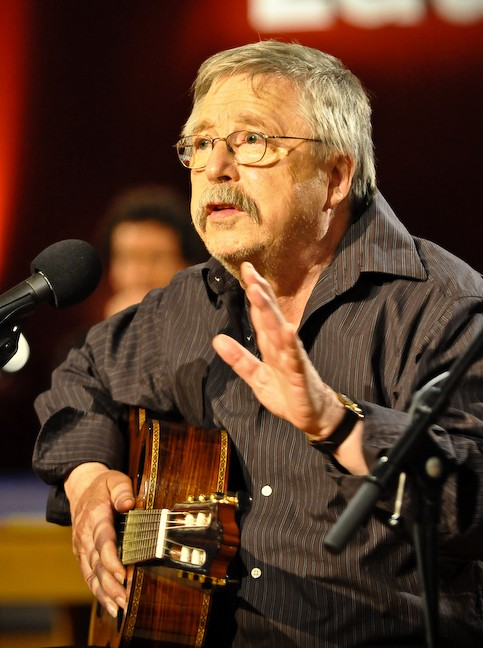
Wolf Biermann (* 1936)

- 1936: Wolf Biermann, deutscher Liedermacher und Lyriker
- 1939: Karl Acham, österreichischer Soziologe, Philosoph und Wissenschaftshistoriker
- 1939: Yaphet Kotto, US-amerikanischer Schauspieler
- 1939: Jorge Murillo, costa-ricanischer Bogenschütze
- 1940: Klaus Ampler, deutscher Radrennfahrer
- 1940: Roberto Cavalli, italienischer Modeschöpfer
- 1940: Sam Waterston, US-amerikanischer Schauspieler
- 1941: Alice Calaprice, US-amerikanische Biografin von Albert Einstein, Verlegerin und Lektorin deutsch-armenischer Herkunft
- 1942: Daniel Barenboim, israelischer Pianist und Dirigent
- 1943: Ali Haurand, deutscher Jazzmusiker
- 1944: Marie-Louise Butzig, französische Fußballspielerin
- 1944: Joy Fleming, deutsche Sängerin
- 1944: Jobst Knigge, deutscher Journalist und Historiker
- 1944: Maurizio Micangeli, italienischer Autorennfahrer
- 1945: Roger Donaldson, neuseeländischer Filmregisseur, Filmproduzent und Drehbuchautor
- 1945: Anni-Frid Lyngstad (Frida), schwedische Pop-Sängerin (ABBA)
- 1945: Bob Gunton, US-amerikanischer Schauspieler
- 1946: Larry Cole, US-amerikanischer American-Football-Spieler
- 1946: Romain Feitler, Luxemburger Autorennfahrer
- 1946: Rino Vernizzi, italienischer Fagottist
- 1947: Bill Richardson, US-amerikanischer Politiker
- 1947: Bob Dandridge, US-amerikanischer Basketballspieler
- 1948: Andrzej Mysiński, polnischer Kontrabassist, Dirigent und Musikpädagoge
- 1948: Georg Ringsgwandl, deutscher Kardiologe, Kabarettist und Liedermacher
- 1948: Maria Bill, schweizerisch-österreichische Schauspielerin und Sängerin
- 1948: Alois Schindler, deutscher Fußballspieler und -trainer
- 1950: Otis Armstrong, US-amerikanischer American-Football-Spieler

#### 1951–1975
- 1951: Alexander Bortnikow, Leiter des russischen Inlandsgeheimdienstes FSB

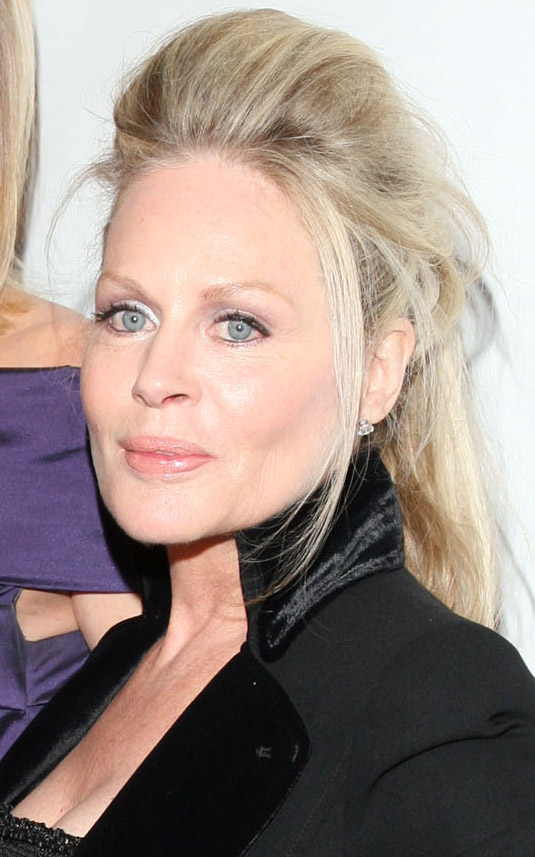
Beverly D’Angelo (* 1951)

- 1951: Beverly D’Angelo, US-amerikanische Schauspielerin
- 1951: Eroc, deutscher Musiker und Musikproduzent
- 1951: Paul Seitz, US-amerikanischer Komponist und Musikpädagoge
- 1952: Rolf Arnold, deutscher Pädagoge
- 1952: Dieter R. Fuchs, deutscher Wissenschaftler und Schriftsteller
- 1952: „Macho Man“ Randy Savage, US-amerikanischer Wrestler
- 1952: Nadeschda Semischewa, sowjetische Ruderin
- 1952: Dagmar Wittmers, deutsche Regisseurin
- 1953: Elizabeth Arthur, US-amerikanische Schriftstellerin
- 1953: Philippe Auvray, französischer Autorennfahrer
- 1954: Hans-Günter Bruns, deutscher Fußballspieler
- 1954: Herbert Heidenreich, deutscher Fußballspieler
- 1954: Aleksander Kwaśniewski, polnischer Staatspräsident
- 1954: Uli Stielike, deutscher Fußballspieler und -trainer
- 1954: Tony Thompson, US-amerikanischer Musiker
- 1955: Liane Dirks, deutsche Schriftstellerin
- 1955: Sergei Woitschenko, weißrussischer Künstler und Designer
- 1956: Wolfgang Nebel, deutscher Informatiker und Professor
- 1957: Richard Gray, US-amerikanischer Level-Designer
- 1958: Leslie Malton, deutsch-US-amerikanische Schauspielerin
- 1960: Franziska Buch, deutsche Regisseurin
- 1960: Dann Huff, US-amerikanischer Studiogitarrist und Musikproduzent
- 1960: Willi Langer, österreichischer Musiker
- 1960: Susanne Lothar, deutsche Schauspielerin
- 1960: Josette Simon, britische Schauspielerin
- 1961: Volker Ahmels, deutscher Pianist
- 1961: Anthony Poola, indischer Erzbischof und Kardinal
- 1961: Christian Stückl, deutscher Intendant und Regisseur
- 1961: Markus Trepp, Schweizer Schachspieler
- 1964: Johannes Wohlwend, liechtensteinischer Judoka
- 1965: Nigel Bond, englischer Snookerspieler
- 1966: Nury Guarnaschelli, argentinische Hornistin
- 1967: Becky Anderson, britische Journalistin und Moderatorin
- 1967: E-40, US-amerikanischer Rapper
- 1967: Pandeli Majko, albanischer Regierungschef
- 1967: François Ozon, französischer Filmregisseur
- 1968: René Adamczewski, deutscher Fußballspieler
- 1968: Ol’ Dirty Bastard, US-amerikanischer Rapper
- 1968: Deborah Jin, US-amerikanische Physikerin
- 1968: Uwe Rösler, deutscher Fußballspieler
- 1968: Lucie Zedníčková, tschechische Schauspielerin
- 1969: Judith Engel, deutsche Schauspielerin
- 1969: Big Hawk, US-amerikanischer Rapper
- 1969: Harry Koch, deutscher Fußballspieler und -trainer
- 1970: Uschi Disl, deutsche Biathletin, Olympiasiegerin
- 1970: Jack Ingram, US-amerikanischer Country-Musiker
- 1971: Maria Rachel J. Arenas, philippinische Politikerin
- 1971: Martin Pieckenhagen, deutscher Fußballtorhüter
- 1972: Erich Bauernfeind, österreichischer Komponist und Maler
- 1973: Muhammadqodir Abdullayev, usbekischer Boxer
- 1973: Ole Eisfeld, deutscher Schauspieler
- 1973: Sydney Tamiia Poitier, US-amerikanische Schauspielerin
- 1974: Oleksij Ajdarow, ukrainischer Biathlet
- 1974: Chad Kroeger, kanadischer Sänger und Gitarrist (Nickelback)
- 1974: Roland Schmaltz, deutscher Schachgroßmeister
- 1974: Ingrida Šimonytė, litauische Wirtschaftswissenschaftlerin und Premierministerin Litauens
- 1974: Isabella Müller-Reinhardt, deutsche Fernsehmoderatorin
- 1975: Baby Bash, US-amerikanischer Rapper

#### 1976–2000
- 1976: Virginie Ledoyen, französische Schauspielerin und Model
- 1976: Claudia Llosa, peruanische Filmregisseurin und Drehbuchautorin
- 1977: Noureddine Daham, algerischer Fußballspieler
- 1977: Logan Whitehurst, US-amerikanischer Schlagzeuger und Sänger
- 1978: Judith Richter, deutsche Schauspielerin
- 1979: Robert Kendrick, US-amerikanischer Tennisspieler
- 1979: Daniela Recknagel, deutsche Juristin
- 1981: Lorena Ochoa, mexikanische Golferin
- 1982: Clemens J. Setz, österreichischer Schriftsteller und Übersetzer.
- 1982: Kalu Uche, nigerianischer Fußballspieler
- 1983: Viviënne van den Assem, niederländische Schauspielerin
- 1983: Natalie Augsburg, deutsche Handballspielerin
- 1983: Imanol Erviti, spanischer Radrennfahrer
- 1983: John Heitinga, niederländischer Fußballspieler
- 1983: Veli-Matti Lindström, finnischer Skispringer
- 1983: Laura Smet, französische Schauspielerin
- 1983: Fernando Verdasco, spanischer Tennisspieler
- 1984: Katarina Bulatović, montenegrinische Handballspielerin
- 1985: Guilherme Afonso, schweizerisch-angolanischer Fußballspieler
- 1985: Jeffree Star, US-amerikanische Drag Queen, Model und Make-up-Artist, Fashion-Designer, Sänger und DJ
- 1986: Winston Duke, trinidadischer Schauspieler
- 1986: K.I.M., französischer Beatboxer
- 1986: Éder, brasilianisch-italienischer Fußballspieler
- 1986: Toni Wachsmuth, deutscher Fußballspieler
- 1987: Arsen Kasabijew, polnisch-georgischer Gewichtheber
- 1987: Anders Krohn, norwegischer Rennfahrer
- 1988: B.o.B, US-amerikanischer Rapper und Produzent
- 1989: Troy Castaneda, US-amerikanischer Autorennfahrer
- 1991: Konrad Baumann, deutscher Schauspieler
- 1991: Christian Dissinger, deutscher Handballspieler
- 1991: Joel Lowry, kanadischer Eishockeyspieler
- 1991: Shailene Woodley, US-amerikanische Schauspielerin
- 1992: Sofia Goggia, italienische Skirennläuferin
- 1992: Pernille Harder, dänische Fußballspielerin

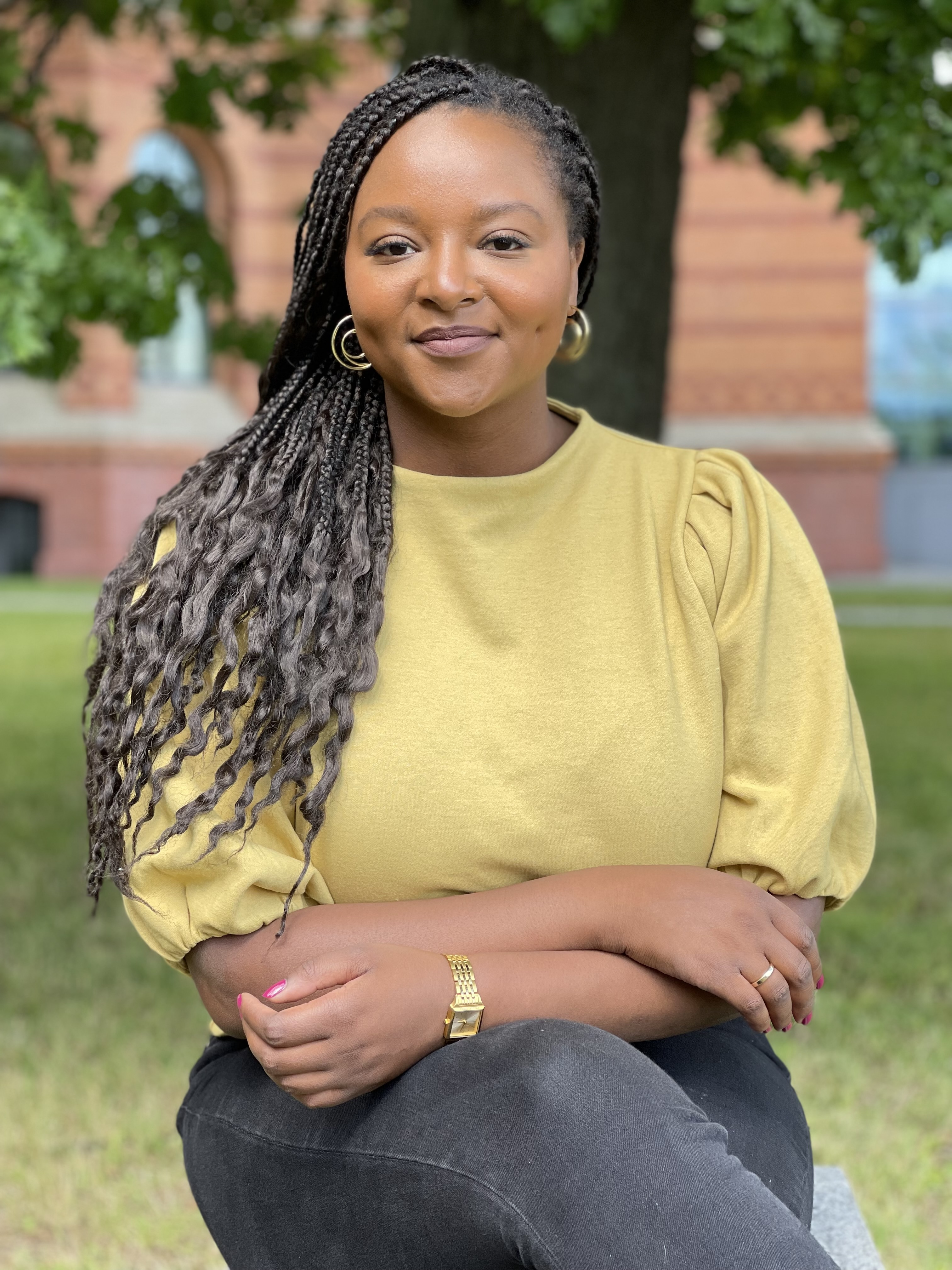
Aminata Touré (* 1992)

- 1992: Aminata Touré, deutsche Politikerin
- 1992: Bobby Wood, US-amerikanischer Fußballspieler
- 1993: Paulo Dybala, argentinischer Fußballspieler
- 1993: Valentina Margaglio, italienische Skeletonpilotin
- 1995: Anna Kljestowa, ukrainische Billardspielerin
- 1996: Vanessa Nakate, ugandische Klimaschutzaktivistin
- 1996: Taulant Seferi, albanisch-nordmazedonischer Fußballspieler
- 1996: Demi Vollering, niederländische Radsportlerin
- 1997: Paula Badosa, spanische Tennisspielerin
- 1998: Ophelia Preller, deutsche Kanutin

### 21. Jahrhundert
- 2001: Jeremy Alcoba, spanischer Motorradrennfahrer
- 2004: Vincent Keymer, deutscher Schachgroßmeister
- 2004: Matilde Lorenzi, italienische Skirennläuferin
- 2005: Matija Legović, kroatischer Biathlet
- 2006: Lara Colturi, italienisch-albanische Skirennläuferin

## Gestorben

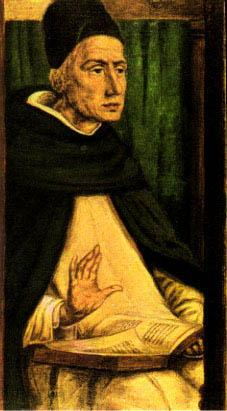
Albertus Magnus († 1280)

### Vor dem 17. Jahrhundert
- 0655: Æthelhere, König von East Anglia
- 0655: Desiderius von Cahors, Bischof von Cahors, Heiliger
- 0655: Penda, König von Mercia
- 0697: Marinus, iro-schottischer Wanderbischof und Heiliger
- 0878: Fintan von Rheinau, irischer Eremit und Heiliger
- 0923: Richwin, Graf von Verdun
- 1037: Odo II., Graf von Blois, Châteaudun, Chartres, Reims, Tours, Beauvais, Sancerre, Meaux und Troyes
- 1136: Leopold III., Markgraf von Österreich
- 1176: Everard des Barres, Großmeister des Templerordens
- 1184: Beatrix von Burgund, deutsche Königin und Kaiserin des Heiligen römischen Reiches

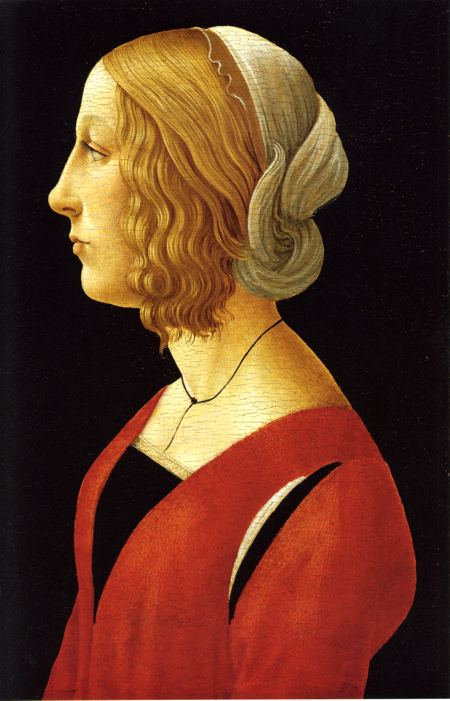
Lucrezia de’ Medici († 1553)

- 1184: William de Beaumont, 3. Earl of Warwick, englischer Magnat
- 1190: Dietrich II. von Montfaucon, Erzbischof von Besançon
- 1194: Margarete I., Gräfin von Flandern
- 1249: Guillaume III. des Barres, französischer Ritter und Kreuzfahrer
- 1250: Gottfried IV., Graf von Ziegenhain und von Nidda
- 1256: Ludolf II., Graf von Hallermund-Loccum
- 1280: Albertus Magnus, deutscher Philosoph und Naturwissenschaftler, Bischof von Regensburg
- 1305: Volker von Fulach, Abt im Kloster Wettingen
- 1351: Johanna von Pfirt, Gräfin von Pfirt und Herzogin von Österreich
- 1379: Otto V., Herzog von Bayern, Markgraf und Kurfürst von Brandenburg
- 1392: Ortolf von Offenstetten, Domdekan in Salzburg, nominell Bischof von Lavant
- 1398: Gerhard vom Berge, Fürstbischof von Verden und Hildesheim
- 1461: Johann Lüneburg, Lübecker Bürgermeister
- 1463: Giovanni Antonio Orsini del Balzo, italienischer Adliger, Fürst von Tarent
- 1469: Marguerite des Baux, Gräfin von Saint-Pol
- 1527: Katherine of York, englische Prinzessin und Gräfin von Devon
- 1541: Margarete Blarer, deutsche reformierte Diakonisse
- 1553: Lucrezia di Lorenzo de’ Medici, Angehörige des Patriziats von Florenz
- 1557: Ferrante I. Gonzaga, Graf von Guastalla, Vizekönig von Sizilien und Gouverneur von Mailand
- 1560: Dominico de Soto, spanischer Theologe und Philosoph
- 1574: Tobias Egli, Schweizer Pfarrer

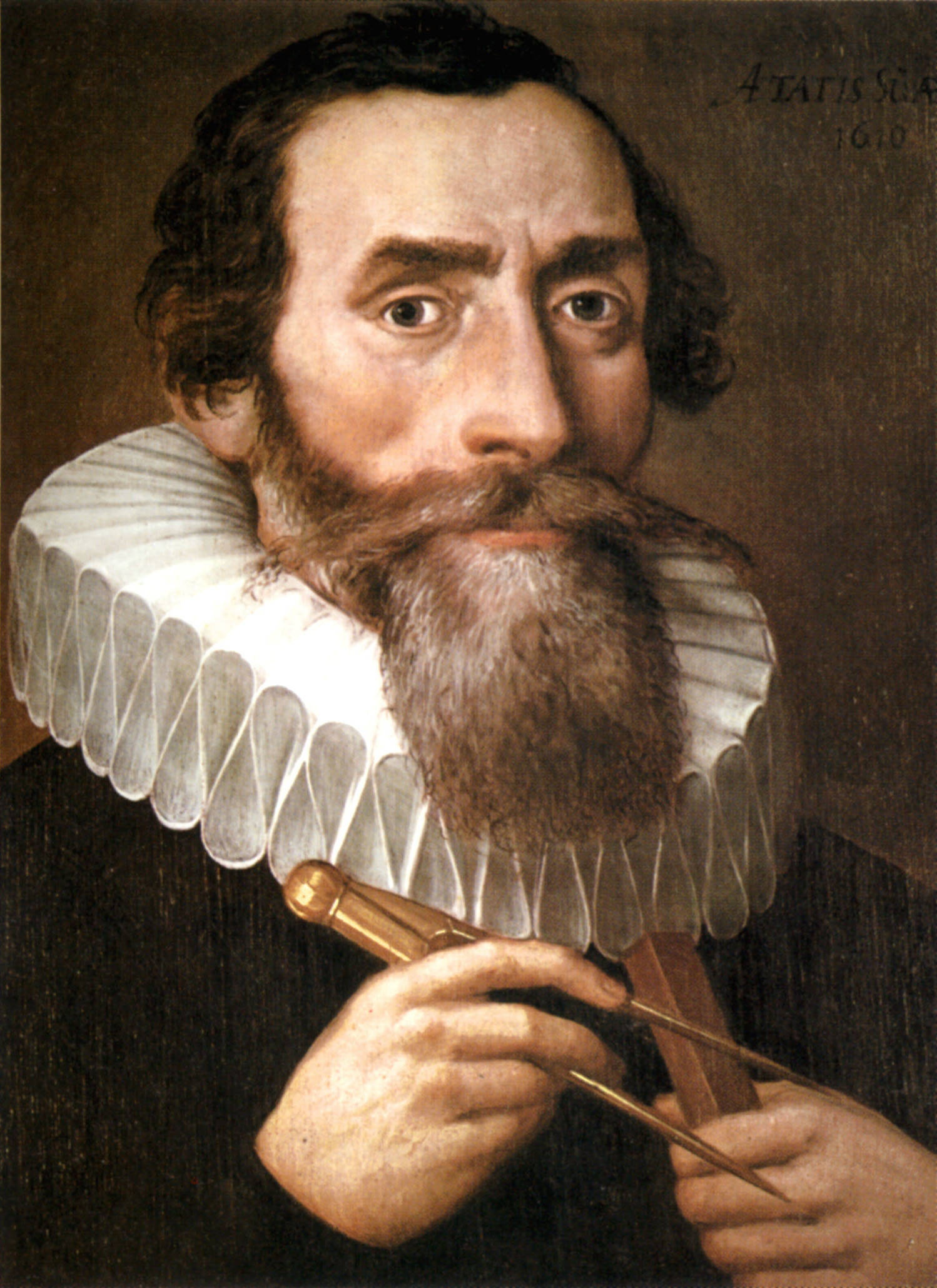
Johannes Kepler († 1630)

- 1579: Franz Davidis, unitarischer Theologe und Reformator in Siebenbürgen
- 1586: Johann von Trarbach, deutscher Bildhauer (* um 1530)
- 1589: Philipp Apian, deutscher Geograph und Mathematiker

### 17. und 18. Jahrhundert
- 1606: Erasmus Habermehl, deutscher Uhrmacher und Verfertiger von astronomischen und geodätischen Instrumenten
- 1629: Gábor Bethlen, Fürst von Siebenbürgen
- 1630: Johannes Kepler, deutscher Naturphilosoph, Mathematiker, Astronom, Astrologe, Optiker und Theologe
- 1633: Caspar Cunradi, deutscher Arzt, Historiker und Lyriker
- 1633: Martin Röber, deutscher lutherischer Theologe
- 1640: Balthasar Walther, deutscher Philologe und lutherischer Theologe
- 1648: Johann Baptist Verda von Verdenberg, erster Hofkanzler für Nieder-, Inner- und Oberösterreich
- 1670: Jan Amos Komenský, tschechischer Humanist, Schriftsteller, Pädagoge
- 1671: Julie d’Angennes, französische Adlige und Salondame
- 1675: Cort Sivertsen Adeler, norwegischer Seemann und Admiral
- 1689: Ernst Ludwig von Remchingen, deutscher Oberstleutnant und Burgvogt
- 1705: Dorothea Charlotte von Brandenburg-Ansbach, Landgräfin von Hessen-Darmstadt
- 1706: Tshangyang Gyatsho, sechster Dalai Lama
- 1712: James Douglas-Hamilton, 4. Duke of Hamilton, englischer Adeliger
- 1718: Moritz Wilhelm, Herzog von Sachsen-Zeitz
- 1723: Philipp Franz Schleich, deutscher Orgelbauer
- 1729: Hans Jacob Faber, Bürgermeister von Hamburg
- 1729: Giuseppe Volpini, italienischer Bildhauer und Stuckateur
- 1733: Ludwig Christian Crell, deutscher Philosoph
- 1749: Johann Christoph Wiegleb, deutscher Orgelbauer
- 1750: Pantaleon Hebenstreit, deutscher Komponist, Musiker und Tanzlehrer, Erfinder des Pantaleons
- 1751: Benedikt Gambs, süddeutscher Maler
- 1765: Sophie Dorothea Marie von Preußen, Markgräfin von Brandenburg-Schwedt
- 1767: Giuseppe Maria Feroni, italienischer Geistlicher und Kardinal, Päpstlicher Thronassistent, Präfekt der Ritenkongregation

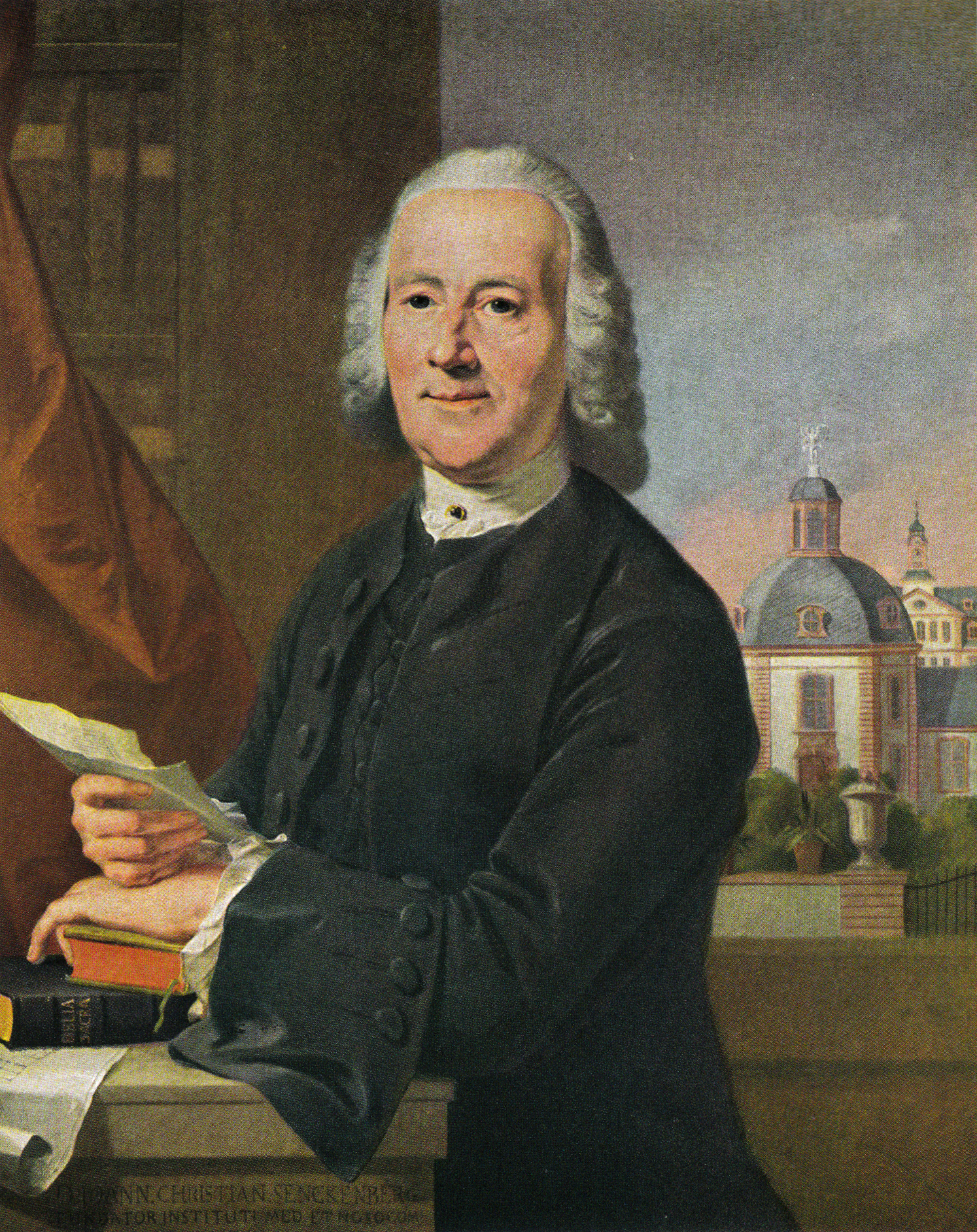
Johann Christian Senckenberg († 1772)

- 1772: Johann Christian Senckenberg, deutscher Arzt, Stifter, Naturforscher und Botaniker
- 1773: Bernard Gates, englischer Komponist, Chorsänger und -leiter
- 1776: Fernando de Silva y Álvarez de Toledo, spanischer Diplomat und Politiker
- 1781: Julián Apaza, Führer eines antispanischen Aufstandes der indigenen Bevölkerung in Oberperu
- 1784: Jan Hataš, tschechischer Komponist
- 1785: César Gabriel de Choiseul-Praslin, französischer Politiker
- 1787: Christoph Willibald Gluck, deutscher Komponist
- 1793: Gaspard Jean-Baptiste de Brunet, französischer General
- 1793: Charles-Joseph Mathon de La Cour, französischer Ökonom, Autor und Philanthrop
- 1794: John Witherspoon, Delegierter für New Jersey im Kontinentalkongress
- 1795: Charles-Amédée-Philippe van Loo, französischer Porträtmaler

### 19. Jahrhundert
- 1801ː Maria Klementine von Österreich, Erzherzogin von Österreich
- 1801: Sigmund Freudenberger, Schweizer Maler
- 1802: George Romney, britischer Maler
- 1808: Mustafa IV., Sultan des Osmanischen Reiches
- 1818: Salomon Hirzel, Schweizer Politiker und Historiker
- 1826ː Karoline Friederike von Berg, Hofdame und Salonniére
- 1828: Maria Amalie Auguste, Pfalzgräfin von Zweibrücken-Birkenfeld-Bischweiler, Königin von Sachsen und Herzogin von Warschau
- 1829: Jakob Peter Gameter, Schweizer Jurist und Schriftsteller
- 1830: Dominique You, französischer Pirat
- 1831: Vincenc Mašek, böhmischer Komponist
- 1832: Jean-Baptiste Say, französischer Ökonom und Geschäftsmann
- 1839: Giocondo Albertolli, Schweizer Bildhauer und Architekt
- 1839: William Murdoch, schottischer Erfinder
- 1842: Hermann Arntzenius, niederländischer Rechtsgelehrter
- 1844: Nicolaas Cornelis de Fremery, niederländischer Mediziner, Pharmakologe, Zoologe und Chemiker
- 1853: Charles Gordon Atherton, US-amerikanischer Politiker
- 1853: Maria II., Königin von Portugal
- 1857: Alois Vock, Schweizer römisch-katholischer Geistlicher, Pädagoge und Historiker
- 1858ː Johanna Kinkel, deutsche Komponistin, Musikpädagogin, Schriftstellerin und Salonnière
- 1862: Johann Karl Christoph Vogel, deutscher Theologe, Pädagoge und Lexikograf
- 1863: Friedrich VII., König von Dänemark
- 1865: Friedrich Theodor Schubert, russischer Offizier und Geodät
- 1868: Jakob Rothschild, deutsch-französischer Bankier und Mitglied der Rothschild-Familie
- 1883: Josef Barák, tschechischer Politiker, Journalist und Dichter
- 1885: Friedrich August Eckstein, deutscher Altphilologe und Lexikograf
- 1885: Juliusz Zarębski, polnischer Komponist und Pianist
- 1888: Max in Bayern, bayerischer Herzog
- 1891ː Amely Bölte, deutsche Schriftstellerin
- 1894: Immanuel Stockmeyer, Schweizer evangelischer Geistlicher und Hochschullehrer
- 1896: Kaspar Baumann-Zürrer, Schweizer Kaufmann und Politiker
- 1896: Georg Ferdinand Dümmler, deutscher Altphilologe und Archäologe
- 1900: Adolf Pichler, österreichischer Schriftsteller und Naturwissenschaftler

### 20. Jahrhundert

#### 1901–1950
- 1903ː Ida Schuselka-Brüning, Sängerin, Schauspielerin, Theaterdirektorin und Übersetzerin
- 1904: Anna Sachse-Hofmeister, österreichische Opernsängerin (Sopran)
- 1904: Fanny Kelly, US-amerikanische Pioniersfrau und Autorin
- 1907: Evelyn Ashley, britischer Schriftsteller und Politiker
- 1907: Josef Weikert, böhmischer Kirchenmusiker und Komponist
- 1908: Cixi, Nebenfrau des chinesischen Kaisers Xianfeng
- 1910: Emmanuel Pettavel, Schweizer evangelischer Geistlicher und Hochschullehrer
- 1910: Wilhelm Raabe, deutscher Erzähler
- 1910: Emil Schreiner, norwegischer Altphilologe
- 1916: Henryk Sienkiewicz, polnischer Schriftsteller, Nobelpreisträger
- 1917: Hans Adam, bayerischer Offizier
- 1917: John W. Foster, US-amerikanischer Politiker
- 1918: Robert Anderson, britischer Polizist
- 1919: Michail Ossipowitsch Doliwo-Dobrowolski, polnisch-russischer Ingenieur
- 1923: Eduard Schäubli, deutsch-schweizerischer Lehrer, Unternehmer und Politiker
- 1924: Ernst von Heydebrand und der Lasa, deutscher Jurist, Politiker, MdL, MdR
- 1924: Edwin Samuel Montagu, britischer Politiker
- 1926: Hiram Abrams, US-amerikanischer Unternehmer, erster Präsident des Filmverleihs United Artists
- 1928: Paul Thiersch, deutscher Architekt und Hochschullehrer
- 1937: Heinrich Eugen Abt, Schweizer Politiker

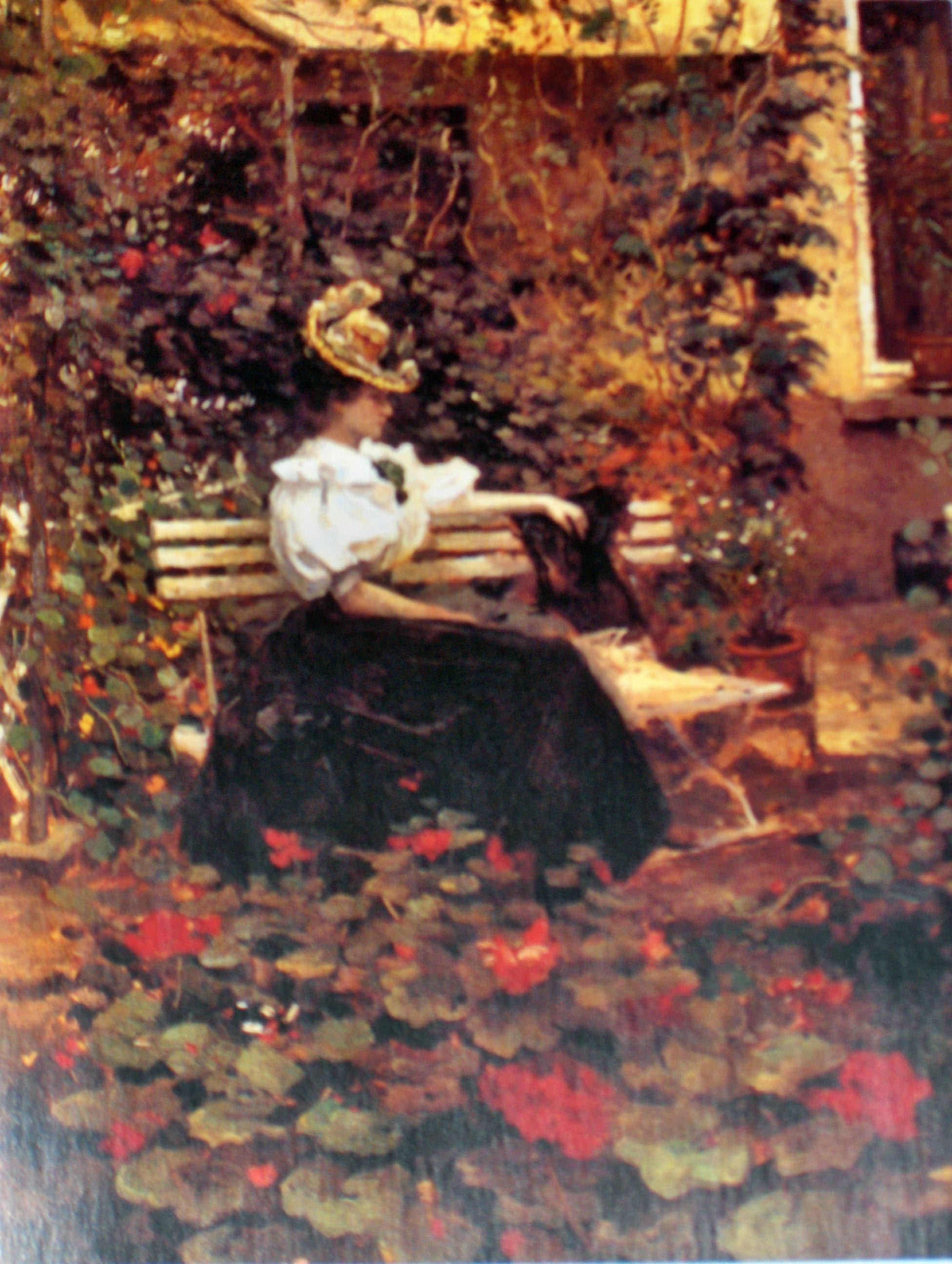
Ketty Gilsoul-Hoppe († 1939)

- 1937: Alexander Dobrschanski, russischer Sportschütze
- 1938: Felix Oppenheimer, österreichischer Schriftsteller
- 1939ː Ketty Gilsoul-Hoppe, belgische Malerin
- 1941: Wal Handley, britischer Motorrad- und Automobilrennfahrer
- 1942: Annemarie Schwarzenbach, Schweizer Schriftstellerin
- 1943ː Hilda Cashmore, britische Sozialarbeiterin
- 1949: Narayan Apte, indischer Hindu-Aktivist, mutmaßlicher Drahtzieher der Ermordung von Mahatma Gandhi
- 1949: Nathuram Godse, indischer Attentäter, Mörder von Mahatma Gandhi

#### 1951–1975
- 1951: René Bonneau, französischer Autorennfahrer
- 1952: Wassyl Krytschewskyj, ukrainischer Kunstwissenschaftler, Maler, Architekt, Grafiker und Bühnenbildner
- 1954: Lionel Barrymore, US-amerikanischer Schauspieler
- 1954: Charley Jordan, US-amerikanischer Blues-Sänger, Gitarrist und Songschreiber
- 1957: Ingeborg Fraser, australische Turnerin
- 1958: Samuel Hopkins Adams, US-amerikanischer Journalist und Schriftsteller

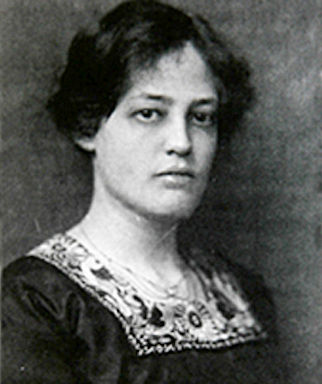
Margaret Kropholler († 1966)

- 1958: Tyrone Power, US-amerikanischer Schauspieler
- 1959: Charles Jones, britischer Gärtner und Fotograf
- 1960: Conrad Stein, deutscher Ringer
- 1962: Irene Lentz, US-amerikanische Kostümbildnerin
- 1963: Theobald Schrems, deutscher Geistlicher und Kirchenmusiker, Begründer des Musikgymnasiums der Regensburger Domspatzen
- 1964: Luis Emilio Mena, dominikanischer Komponist und Musiker
- 1966ː Margaret Staal-Kropholler, niederländische Architektin
- 1967: Michael J. Adams, US-amerikanischer Testpilot
- 1969: Ignacio Aldecoa, spanischer Schriftsteller
- 1969: Wilhelm Braun, deutscher Skilangläufer
- 1969: Itō Sei, japanischer Schriftsteller, Übersetzer und Literaturkritiker
- 1969: Arthur Vollstedt, deutscher Eisschnellläufer
- 1970: Franz Hartl, österreichischer Politiker
- 1972: William Ross Ashby, britischer Psychiater und Pionier in der Kybernetik
- 1973: Katharina Eleonore Behrend, deutsch-niederländische Fotografin

#### 1976–2000
- 1976: Jean Gabin, französischer Schauspieler
- 1977: William C. McGann, US-amerikanischer Filmregisseur, Spezialeffektdesigner und Kameramann
- 1978: Günther Lohmann, deutscher General
- 1978: Margaret Mead, US-amerikanische Anthropologin
- 1978: Henry Pacholski, deutscher Rocksänger und Textdichter (Lift)
- 1978: Gerhard Zachar, deutscher Rockmusiker, Sänger, Bandleader und Komponist (Lift)
- 1980: Emilio Pujol, spanischer Gitarrist und Komponist
- 1981: Maulana Sadr ud-Din, Imam in der Wilmersdorfer Moschee zu Berlin, erster Missionar der islamischen Konfession Ahmadiyya Anjuman Ischat-i-Islam Lahore
- 1981: Elsa Thiemann, deutsche Fotografin
- 1984: Hermann Dietzfelbinger, deutscher Pfarrer und Theologe, bayerischer Landesbischof
- 1984: Anton Kehrer, österreichischer Politiker
- 1985: Meret Oppenheim, deutsch-schweizerische Künstlerin und Dichterin des Surrealismus
- 1986: Hans-Georg Schweiger, deutscher Zellbiologe
- 1986: Alexandre Tansman, polnisch-französischer Komponist
- 1988: Giovanni Vittorio Amoretti, italienischer Literaturhistoriker, Literaturwissenschaftler und Germanist
- 1989: Georg Heubeck, deutscher Versicherungsmathematiker
- 1992: Adelquis Remón Gay, kubanischer Schachspieler
- 1992: Andrij Schtoharenko, ukrainischer Komponist und Hochschullehrer
- 1993: Jaan Koha estnischer Komponist
- 1993: Luciano Liggio, sizilianischer Mafioso
- 1993: Leocadio Vizcarrondo, puerto-ricanischer Musiker, Arrangeur und Komponist
- 1994: Lia Wöhr, deutsche Schauspielerin und Fernsehproduzentin
- 1997: Coen van Vrijberghe de Coningh, niederländischer Schauspieler
- 1998: Stokely Carmichael, guineischer Bürgerrechtler und Revolutionär
- 2000: Max Hermann Archimowitz, deutscher Politiker
- 2000: Rinaldo Martino, argentinisch-italienischer Fußballspieler
- 2000: Piero Pasinati, italienischer Fußballspieler und -trainer

### 21. Jahrhundert
- 2001: Bienvenido Bustamante López, dominikanischer Komponist und Klarinettist
- 2003: Mohamed Choukri, marokkanischer Schriftsteller
- 2004: Elmer Lee Andersen, US-amerikanischer Politiker
- 2004: Annemarie Böll, deutsche Übersetzerin, Ehefrau von Heinrich Böll
- 2004: Jürgen Schmidt, deutscher Schauspieler (Polizeiruf 110)
- 2004: Herbert Sczepan, deutscher Baptistenpastor und Evangelist
- 2005: Hanne Haller, deutsche Schlagersängerin
- 2005: Hermann Heinemann, deutscher Gewerkschafter und Politiker, MdEP, Landesminister
- 2005: Robert Tisch, US-amerikanischer Unternehmer, Mitinhaber der New York Giants
- 2006: Martin Apeltauer, österreichischer Politiker
- 2006: Dieter Saldecki, deutscher Autor und Dramaturg
- 2007: Don Fellows, US-amerikanischer Schauspieler
- 2007: Christoph Kirschner, deutscher Mediziner
- 2008: Claire-Lise de Benoit, Schweizer Schriftstellerin
- 2008: Grace Hartigan, US-amerikanische Malerin
- 2008: Peter W. Jansen, deutscher Filmkritiker und -publizist
- 2008: Jan Krugier, polnisch-schweizerischer Galerist und Kunsthändler
- 2009: Pierre Harmel, belgischer Rechtswissenschaftler und Politiker, Minister, Premierminister
- 2009: Pavle, serbischer Patriarch, Metropolit von Belgrad und Karlovci, Erzbischof von Peć
- 2010: Anlloyd Samuel, palauischer Schwimmer
- 2011: William Barnes Arveson, US-amerikanischer Mathematiker
- 2012: Luís Carreira, portugiesischer Motorradrennfahrer
- 2013: Raimondo D’Inzeo, italienischer Springreiter
- 2013: Glafkos Klerides, zypriotischer Politiker, Staatspräsident
- 2014: This Jenny, Schweizer Politiker und Unternehmer
- 2015: Heinz Stickel, deutscher Fußballspieler
- 2016: Ada Pace, italienische Autorennfahrerin
- 2017: Frans Krajcberg, polnisch-brasilianischer Künstler

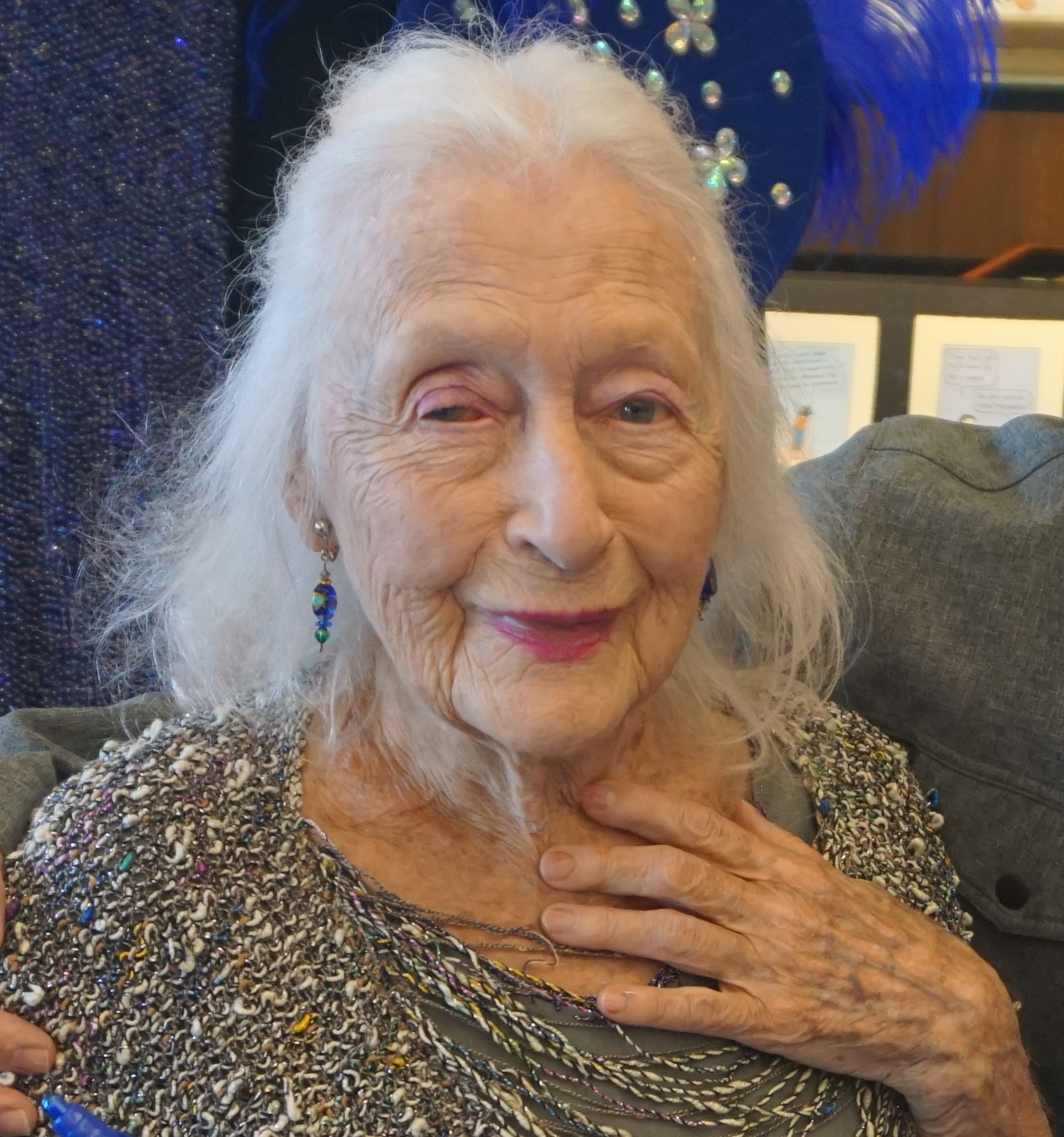
Eileen Kramer († 2024)

- 2017: Lil Peep, US-amerikanischer Rapper
- 2019: Harrison Dillard, US-amerikanischer Leichtathlet
- 2021: Anthony Buck, britischer Ringer
- 2021: Jason Plummer, australischer Schwimmer
- 2022: Carolina Ödmann-Govender, schweizerische Astrophysikerin
- 2022: Manuel Sanguily, kubanischer Schwimmer
- 2023ː Anna Felder, Schweizer Schriftstellerin
- 2024: Romualds Kalsons, lettischer Komponist und Dirigent
- 2024ː Eileen Kramer, australische Tänzerin, Choreografin, Malerin,  Autorin und Supercentenarian
- 2024ː Yuriko, Prinzessin Mikasa, japanische Prinzessin

## Feier- und Gedenktage
- Kirchliche Gedenktage
  - Hl. Albertus Magnus, Bischof von Regensburg, Ordensmann und Kirchenlehrer (evangelisch, römisch-katholisch)
  - Johannes Kepler, deutscher Astronom (evangelisch)
  - Hl. Leopold, österreichischer Adeliger (römisch-katholisch)

- Namenstage
  - Albert, Helena, Leopold

Weitere Einträge enthält die Liste von Gedenk- und Aktionstagen.